# Para Elisa (sèrie de televisió)
Para Elisa fou una sèrie de televisió espanyola dirigida en 1993 per José Antonio Arévalo, Antonio Ferrandis, Adolfo Dufour i Francisco Montolío amb guió d'Eduardo Mallorquí. Va tenir un pressupost de 1.240 milions de pessetes, considerada la sèrie més cara de TVE fins aleshores. Considerada una sèrie "extremadament complexa i ambiciosa", va provocar un enfrontament davant els tribunals entre TVE i el guionista Eduardo Mallorquí del Corral, qui va afirmar que s'havien modificat els guions sense la seva autorització i demanava la suspensió de la sèrie. A més, el 1991 la Intervenció General de l'Administració de l'Estat va reflectir "retencions fiscals incorrectes", "bestretes excessives", "desajustaments pressupostaris"' i "despeses no justificades" durant el seu rodatge. S'emetia a horari de matinada i va tenir una audiència d'1.600.000 espectadors.

## Argument
Narra les peripècies durant un any d'un grup de professionals espanyols de la publicitat a Madrid l'any 1992. Els tres protagonistes es coneixen des de fa molts anys i són l'esperit de l'empresa: Oscar el director, Claudio, encarregat del disseny de campanyes i Vicente el guionista i dibuixant.

## Repartiment
- Assumpta Serna - Natalia
- Xabier Elorriaga - Oscar
- Tito Valverde - Claudio
- Óscar Ladoire - Vicente
- Juan Luis Galiardo - Julián
- Eulàlia Ramon - Laura